# 3. Liga 2020-21
La temporada 2020-21 de la 3. Liga correspondió a la 13.ª edición de la Tercera División de Alemania. La fase regular comenzó a disputarse el 18 de septiembre de 2020 y terminó el 22 de mayo de 2021. El campeonato estaba originalmente programado para iniciar el 24 de julio de 2020 y terminar el 15 de mayo de 2021, sin embargo dado que el transcurso de la temporada anterior se suspendió del 9 de marzo al 30 de mayo de 2020 debido a la pandemia de COVID-19 y no estaba programada para completarse hasta el 4 de julio, se decidió reajustar las fechas del calendario.

## Sistema de competición
Participaron en la 3. Liga 20 clubes que, siguiendo un calendario establecido por sorteo, se enfrentaron entre sí en dos partidos, uno en terreno propio y otro en campo contrario. El ganador de cada partido obtuvo tres puntos, el empate otorgó un punto y la derrota, cero puntos.
El torneo se disputó entre los meses de septiembre de 2020 y mayo de 2021. Al término de la temporada, los dos primeros clasificados ascendieron a la 2. Bundesliga, y el tercer clasificado disputó su ascenso con el antepenúltimo clasificado de la 2. Bundesliga. Los cuatro últimos descendieron a la Regionalliga.

## Relevo anual de clubes
| Pos  | Descendidos de la 2. Bundesliga |
| ---- | ------------------------------- |
| 17.º | Wehen Wiesbaden                 |
| 18.º | Dinamo Dresde                   |

| Pos | Ascendidos de la 3. Liga |
| --- | ------------------------ |
| 1.º | Wurzburgo Kickers        |
| 2.º | Eintracht Brunswick      |

| Pos  | Descendidos de la 3. Liga |
| ---- | ------------------------- |
| 17.° | Chemnitzer                |
| 18.° | Preußen Münster           |
| 19.º | Sonnenhof Großaspach      |
| 20.º | Carl Zeiss Jena           |

| Pos     | Ascendidos de la Regionalliga |
| ------- | ----------------------------- |
| Südwest | Saarbrücken                   |
| Nord    | Lübeck                        |
| Bayern  | Türkgücü Múnich               |
| Prom.   | Verl                          |

## Clubes participantes
| Club                 | Ciudad         | Estadio                                                     | Aforo              |
| -------------------- | -------------- | ----------------------------------------------------------- | ------------------ |
| 1. FC Kaiserslautern | Kaiserslautern | Fritz-Walter-Stadion                                        | 49 780             |
| Dinamo Dresde        | Dresde         | Rudolf-Harbig-Stadion                                       | 32 066             |
| Hallescher FC        | Halle          | Erdgas Sportpark                                            | 15 057             |
| FC Saarbrücken       | Saarbrücken    | Ludwigsparkstadion PSD Bank Arena Hermann-Neuberger-Stadion | 16 003 12 542 6800 |
| Bayern Múnich II     | Múnich         | Grünwalder Stadion FC Bayern Campus Platz 1                 | 15 000 2500        |
| Hansa Rostock        | Rostock        | Ostseestadion                                               | 29 000             |
| MSV Duisburgo        | Duisburgo      | Schauinsland-Reisen-Arena                                   | 31 514             |
| FC Ingolstadt 04     | Ingolstadt     | Audi Sportpark                                              | 15 445             |
| TSV 1860 Múnich      | Múnich         | Grünwalder Stadion                                          | 15 000             |
| Uerdingen 05         | Krefeld        | Merkur Spiel-Arena FRIMO Stadion                            | 54 600 10 059      |
| VfB Lübeck           | Lubeca         | Stadion Lohmühle                                            | 17 849             |
| 1. FC Magdeburgo     | Magdeburgo     | MDCC-Arena                                                  | 27 250             |
| SV Meppen            | Meppen         | Hänsch-Arena                                                | 16 500             |
| Türkgücü Múnich      | Múnich         | Olímpico de Múnich Grünwalder Stadion                       | 69 250 15 000      |
| SpVgg Unterhaching   | Unterhaching   | Alpenbauer Sportpark                                        | 15 053             |
| SC Verl              | Verl           | Sportclub Arena Benteler-Arena                              | 5153 15 000        |
| Viktoria Colonia     | Colonia        | Sportpark Höhenberg                                         | 10 001             |
| Waldhof Mannheim     | Mannheim       | Carl-Benz-Stadion                                           | 25 667             |
| SV Wehen Wiesbaden   | Wiesbaden      | BRITA-Arena                                                 | 12 250             |
| FSV Zwickau          | Zwickau        | GGZ-Arena                                                   | 10 134             |

1. ↑  1. FC Saarbrücken usualmente hace de local en el Ludwigsparkstadion en la ciudad de Saarbrücken, pero actualmente se encuentra en fase de remodelación, por tanto no cumple con los requisitos establecidos por la 3. Liga, por tanto el FC Saarbrücken juega sus partidos en casa en el PSD Bank Arena de Fráncfort.[5]
2. ↑  1. FC Saarbrücken jugó su partido en casa contra el 1860 Múnich en el Hermann-Neuberger-Stadion de Völklingen porque su estadio habitual quedó en malas condiciones debido a la nevada caída en las horas previas al encuentro.[6]
3. ↑  FC Bayern de Múnich II es inelegible para el ascenso a 2. Bundesliga por ser equipo filial.
4. ↑  El Bayern Múnich II jugó su partido en casa contra el 1. FC Magdeburgo en el FC Bayern Campus para aliviar el calendario del Grünwalder Stadion, ya que estaba siendo utilizado por tres equipos y de lo contrario tendría que albergar cuatro partidos en una semana.[7]
5. ↑  KFC Uerdingen 05 usualmente hace de local en el Grotenburg-Stadion en la ciudad de Krefeld, pero actualmente no cumple con los requisitos establecidos por la 3. Liga, por tanto el KFC juega sus partidos en casa en el Merkur Spiel-Arena de Düsseldorf.[8]
6. ↑  KFC Uerdingen 05 completerá la temporada jugando sus partidos de local desde el 12 de febrero de 2021 en el FRIMO Stadion de Lotte, debido a problemas económicos y falta de pago por el uso del Merkur Spiel-Arena, todo como consecuencia del proceso de insolvencia iniciado por el club.[9]
7. ↑  Türkgücü Múnich jugará hasta ocho de sus partidos en casa en el Estadio Olímpico de Múnich y el resto en el Grünwalder Stadion.[10]
8. ↑  SC Verl usualmente hace de local en el Sportclub Arena en la ciudad de Verl, pero actualmente no cumple con los requisitos establecidos por la 3. Liga, por tanto el SC Verl juega sus partidos en casa en el Benteler-Arena de Paderborn.[11]

### Equipos por estados federados
| Región                      | N.º | Equipos                                                                      |
| --------------------------- | --- | ---------------------------------------------------------------------------- |
| Baviera                     | 5   | 1860 Múnich, Bayern Múnich II, Türkgücü Múnich, Ingolstadt 04 y Unterhaching |
| Renania del Norte-Westfalia | 4   | MSV Duisburgo, Viktoria Colonia, Uerdingen 05 y SC Verl                      |
| Sajonia-Anhalt              | 2   | Hallescher y Magdeburgo                                                      |
| Sajonia                     | 2   | Dinamo Dresde y Zwickau                                                      |
| Baden-Württemberg           | 1   | Waldhof Mannheim                                                             |
| Sarre                       | 1   | FC Saarbrücken                                                               |
| Baja Sajonia                | 1   | Meppen                                                                       |
| Hesse                       | 1   | Wehen Wiesbaden                                                              |
| Renania-Palatinado          | 1   | Kaiserslautern                                                               |
| Mecklemburgo-Pomerania      | 1   | Hansa Rostock                                                                |
| Schleswig-Holstein          | 1   | Lübeck                                                                       |

## Clasificación
| Pos. | Equipo            | Pts. | PJ | G  | E  | P  | GF | GC | Dif. | Clasificación 2021-22                |
| ---- | ----------------- | ---- | -- | -- | -- | -- | -- | -- | ---- | ------------------------------------ |
| 1    | Dinamo Dresde (C) | 75   | 38 | 23 | 6  | 9  | 61 | 29 | +32  | Asciende a 2. Bundesliga             |
| 2    | Hansa Rostock     | 71   | 38 | 20 | 11 | 7  | 52 | 33 | +19  | Asciende a 2. Bundesliga             |
| 3    | Ingolstadt 04     | 71   | 38 | 20 | 11 | 7  | 56 | 40 | +16  | Promoción de ascenso a 2. Bundesliga |
| 4    | 1860 Múnich       | 66   | 38 | 18 | 12 | 8  | 69 | 35 | +34  |                                      |
| 5    | Saarbrücken       | 59   | 38 | 16 | 11 | 11 | 66 | 51 | +15  |                                      |
| 6    | Wehen Wiesbaden   | 56   | 38 | 15 | 11 | 12 | 57 | 53 | +4   |                                      |
| 7    | Verl              | 55   | 38 | 14 | 13 | 11 | 65 | 54 | +11  |                                      |
| 8    | Waldhof Mannheim  | 52   | 38 | 13 | 13 | 12 | 50 | 55 | −5   |                                      |
| 9    | Hallescher        | 52   | 38 | 14 | 10 | 14 | 51 | 58 | −7   |                                      |
| 10   | Zwickau           | 51   | 38 | 13 | 12 | 13 | 46 | 45 | +1   |                                      |
| 11   | Magdeburgo        | 51   | 38 | 14 | 9  | 15 | 42 | 45 | −3   |                                      |
| 12   | Viktoria Colonia  | 51   | 38 | 13 | 12 | 13 | 52 | 59 | −7   |                                      |
| 13   | Türkgücü Múnich   | 47   | 38 | 12 | 11 | 15 | 45 | 55 | −10  |                                      |
| 14   | Kaiserslautern    | 43   | 38 | 8  | 19 | 11 | 47 | 52 | −5   |                                      |
| 15   | Duisburgo         | 43   | 38 | 11 | 10 | 17 | 52 | 67 | −15  |                                      |
| 16   | Uerdingen         | 41   | 38 | 11 | 11 | 16 | 38 | 50 | −12  | Desciende a Regionalliga             |
| 17   | Meppen            | 41   | 38 | 12 | 5  | 21 | 37 | 61 | −24  |                                      |
| 18   | Bayern Múnich II  | 37   | 38 | 8  | 13 | 17 | 47 | 58 | −11  | Desciende a Regionalliga             |
| 19   | Lübeck            | 35   | 38 | 8  | 11 | 19 | 41 | 57 | −16  | Desciende a Regionalliga             |
| 20   | Unterhaching      | 32   | 38 | 9  | 5  | 24 | 40 | 57 | −17  | Desciende a Regionalliga             |

 Fuente: Soccerway
Criterios de clasificación: 1) Puntos; 2) Diferencia de goles; 3) Goles marcados
Notas:
1. ↑  KFC Uerdingen 05 fue sancionado con la reducción de tres puntos debido a un proceso de insolvencia.[12]
2. ↑  KFC Uerdingen 05 no obtuvo una licencia para la próxima temporada y, por lo tanto, fue descendido, evitando al SV Meppen del descenso.[13]

## Evolución de las posiciones
- Actualizado el 22 de mayo de 2021.

| Jornada / Equipo | 1  | 2  | 3  | 4  | 5  | 6  | 7  | 8  | 9  | 10 | 11 | 12 | 13 | 14 | 15 | 16 | 17 | 18 | 19 | 20 | 21 | 22 | 23 | 24 | 25 | 26 | 27 | 28 | 29 | 30 | 31 | 32 | 33 | 34 | 35 | 36 | 37 | 38 |
| Jornada / Equipo |    |    |    |    |    |    |    |    |    |    |    |    |    |    |    |    |    |    |    |    |    |    |    |    |    |    |    |    |    |    |    |    |    |    |    |    |    |    |
| ---------------- | -- | -- | -- | -- | -- | -- | -- | -- | -- | -- | -- | -- | -- | -- | -- | -- | -- | -- | -- | -- | -- | -- | -- | -- | -- | -- | -- | -- | -- | -- | -- | -- | -- | -- | -- | -- | -- | -- |
| Dinamo Dresde    | 5  | 8  | 12 | 8  | 4  | 8  | 9  | 6  | 8  | 6  | 3  | 3  | 2  | 1  | 1  | 1  | 1  | 1  | 1  | 1  | 1  | 1  | 1  | 1  | 1  | 1  | 1  | 1  | 1  | 1  | 1  | 2  | 3  | 4  | 1  | 1  | 1  | 1  |
| Hansa Rostock    | 2  | 9  | 11 | 7  | 7  | 4  | 2  | 1  | 5  | 4  | 8  | 9  | 6  | 5  | 6  | 8  | 5  | 4  | 6  | 4  | 3  | 4  | 3  | 3  | 3  | 2  | 3  | 2  | 2  | 2  | 2  | 1  | 1  | 1  | 2  | 2  | 2  | 2  |
| Ingolstadt 04    | 4  | 1  | 4  | 11 | 6  | 7  | 5  | 3  | 3  | 3  | 2  | 2  | 3  | 3  | 4  | 2  | 2  | 2  | 2  | 3  | 4  | 2  | 2  | 2  | 2  | 4  | 2  | 3  | 3  | 3  | 3  | 3  | 2  | 2  | 4  | 4  | 3  | 3  |
| 1860 Múnich      | 1  | 4  | 3  | 1  | 1  | 3  | 1  | 2  | 2  | 2  | 4  | 4  | 4  | 9  | 5  | 3  | 3  | 3  | 3  | 2  | 2  | 3  | 4  | 4  | 6  | 5  | 6  | 5  | 4  | 4  | 4  | 4  | 4  | 3  | 3  | 3  | 4  | 4  |
| Saarbrücken      | 11 | 5  | 1  | 3  | 2  | 1  | 3  | 4  | 1  | 1  | 1  | 1  | 1  | 2  | 2  | 4  | 4  | 7  | 7  | 7  | 7  | 9  | 10 | 8  | 8  | 6  | 4  | 4  | 6  | 5  | 5  | 6  | 5  | 5  | 5  | 5  | 5  | 5  |
| Wehen Wiesbaden  | 14 | 6  | 7  | 10 | 12 | 9  | 7  | 8  | 10 | 8  | 9  | 5  | 7  | 6  | 7  | 5  | 6  | 5  | 8  | 9  | 10 | 8  | 5  | 5  | 4  | 3  | 5  | 6  | 7  | 7  | 6  | 5  | 6  | 6  | 6  | 6  | 6  | 6  |
| Verl             | 13 | 3  | 2  | 4  | 8  | 5  | 4  | 5  | 6  | 11 | 6  | 7  | 5  | 4  | 3  | 6  | 7  | 8  | 5  | 6  | 6  | 5  | 6  | 7  | 7  | 8  | 8  | 7  | 5  | 6  | 7  | 7  | 7  | 7  | 7  | 7  | 7  | 7  |
| Waldhof          | 10 | 13 | 13 | 13 | 9  | 12 | 15 | 13 | 12 | 10 | 11 | 10 | 11 | 10 | 12 | 13 | 14 | 14 | 12 | 10 | 8  | 7  | 8  | 9  | 9  | 10 | 9  | 11 | 11 | 11 | 11 | 11 | 11 | 14 | 12 | 10 | 8  | 8  |
| Hallescher       | 3  | 11 | 15 | 15 | 18 | 14 | 12 | 14 | 15 | 15 | 14 | 12 | 10 | 8  | 9  | 7  | 8  | 9  | 9  | 8  | 9  | 10 | 9  | 10 | 10 | 9  | 10 | 12 | 12 | 13 | 12 | 12 | 13 | 12 | 11 | 12 | 11 | 9  |
| Zwickau          | 5  | 7  | 10 | 6  | 10 | 6  | 8  | 12 | 13 | 14 | 15 | 15 | 16 | 17 | 20 | 17 | 18 | 16 | 17 | 15 | 11 | 11 | 11 | 11 | 11 | 12 | 12 | 9  | 9  | 9  | 10 | 10 | 10 | 11 | 13 | 13 | 12 | 10 |
| Magdeburgo       | 20 | 17 | 20 | 20 | 15 | 18 | 19 | 20 | 19 | 19 | 19 | 19 | 18 | 16 | 18 | 20 | 20 | 19 | 18 | 17 | 18 | 18 | 19 | 19 | 19 | 19 | 18 | 16 | 17 | 15 | 14 | 13 | 12 | 10 | 9  | 8  | 9  | 11 |
| Viktoria Colonia | 8  | 16 | 9  | 5  | 3  | 2  | 6  | 7  | 4  | 7  | 5  | 6  | 9  | 7  | 8  | 10 | 10 | 11 | 13 | 14 | 14 | 14 | 16 | 16 | 14 | 15 | 15 | 10 | 10 | 10 | 9  | 8  | 8  | 8  | 8  | 9  | 10 | 12 |
| Türkgücü         | 7  | 2  | 6  | 9  | 11 | 10 | 10 | 11 | 7  | 5  | 7  | 8  | 8  | 11 | 11 | 12 | 11 | 6  | 4  | 5  | 5  | 6  | 7  | 6  | 5  | 7  | 7  | 8  | 8  | 8  | 8  | 9  | 9  | 9  | 10 | 11 | 13 | 13 |
| Kaiserslautern   | 17 | 20 | 19 | 18 | 17 | 17 | 18 | 19 | 18 | 16 | 16 | 14 | 14 | 14 | 17 | 18 | 15 | 15 | 16 | 18 | 16 | 16 | 15 | 14 | 15 | 16 | 16 | 17 | 18 | 18 | 18 | 17 | 17 | 15 | 15 | 15 | 15 | 14 |
| Duisburgo        | 18 | 15 | 17 | 16 | 19 | 15 | 17 | 16 | 17 | 18 | 18 | 18 | 19 | 19 | 19 | 19 | 19 | 20 | 19 | 19 | 20 | 19 | 18 | 17 | 17 | 14 | 13 | 15 | 14 | 12 | 13 | 14 | 14 | 13 | 14 | 14 | 14 | 15 |
| Uerdingen        | 15 | 19 | 18 | 17 | 14 | 16 | 14 | 10 | 11 | 9  | 10 | 11 | 12 | 12 | 10 | 9  | 9  | 10 | 10 | 12 | 13 | 13 | 12 | 15 | 16 | 17 | 17 | 18 | 16 | 17 | 17 | 18 | 18 | 17 | 17 | 17 | 16 | 16 |
| Meppen           | 19 | 10 | 14 | 14 | 16 | 19 | 16 | 17 | 20 | 20 | 20 | 20 | 20 | 20 | 14 | 16 | 13 | 12 | 14 | 13 | 15 | 15 | 13 | 13 | 12 | 13 | 14 | 14 | 13 | 14 | 15 | 15 | 15 | 16 | 16 | 16 | 17 | 17 |
| Bayern Múnich II | 9  | 18 | 8  | 12 | 13 | 13 | 11 | 9  | 9  | 12 | 13 | 16 | 17 | 18 | 16 | 15 | 16 | 17 | 11 | 11 | 12 | 12 | 14 | 12 | 13 | 11 | 11 | 13 | 15 | 16 | 16 | 16 | 16 | 18 | 18 | 18 | 18 | 18 |
| Lübeck           | 12 | 14 | 16 | 19 | 20 | 20 | 20 | 18 | 16 | 13 | 12 | 13 | 13 | 13 | 13 | 14 | 17 | 18 | 20 | 20 | 19 | 20 | 20 | 20 | 20 | 20 | 20 | 20 | 19 | 19 | 19 | 19 | 19 | 19 | 19 | 19 | 19 | 19 |
| Unterhaching     | 16 | 12 | 5  | 2  | 5  | 11 | 13 | 15 | 14 | 17 | 17 | 17 | 15 | 15 | 15 | 11 | 12 | 13 | 15 | 16 | 17 | 17 | 17 | 18 | 18 | 18 | 19 | 19 | 20 | 20 | 20 | 20 | 20 | 20 | 20 | 20 | 20 | 20 |

| 1. 2. 3. 4. 5. 6. 7. 8. 9. 10. 11. 12. 13. 14. 15. 16. 17. 18. 19. 20. 21. 22. 23. 24. 25. 26. 27. 28. 29. 30. 31. 32. 33. |

## Resultados
- Los horarios corresponden al huso horario de Alemania (Hora central europea): UTC+1 en horario estándar y UTC+2 en horario de verano.

### Primera vuelta
| Kaiserslautern   | 0 - 1 | Dinamo Dresde    | Fritz-Walter-Stadion | 18 de septiembre | 17:45 |
| Bayern Múnich II | 2 - 2 | Türkgücü Múnich  | Grünwalder Stadion   | 19 de septiembre | 14:00 |
| Hansa Rostock    | 3 - 1 | Duisburgo        | Ostseestadion        | 19 de septiembre | 14:00 |
| Meppen           | 1 - 3 | 1860 Múnich      | Hänsch-Arena         | 19 de septiembre | 14:00 |
| Zwickau          | 2 - 1 | Unterhaching     | GGZ-Arena            | 19 de septiembre | 14:00 |
| Wehen Wiesbaden  | 0 - 0 | Verl             | BRITA-Arena          | 19 de septiembre | 14:00 |
| Lübeck           | 1 - 1 | Saarbrücken      | Stadion Lohmühle     | 19 de septiembre | 14:00 |
| Ingolstadt 04    | 2 - 1 | Uerdingen        | Audi Sportpark       | 20 de septiembre | 13:00 |
| Magdeburgo       | 0 - 2 | Hallescher       | MDCC-Arena           | 20 de septiembre | 14:00 |
| Waldhof Mannheim | 2 - 2 | Viktoria Colonia | Carl-Benz-Stadion    | 21 de septiembre | 19:00 |

| Unterhaching     | 1 - 0 | Lübeck           | Alpenbauer Sportpark      | 25 de septiembre | 19:00 |
| Duisburgo        | 1 - 1 | Zwickau          | Schauinsland-Reisen-Arena | 26 de septiembre | 14:00 |
| Viktoria Colonia | 0 - 2 | Wehen Wiesbaden  | Sportpark Höhenberg       | 26 de septiembre | 14:00 |
| Saarbrücken      | 2 - 0 | Hansa Rostock    | Ludwigsparkstadion        | 26 de septiembre | 14:00 |
| Verl             | 3 - 0 | Bayern Múnich II | Sportclub Arena           | 26 de septiembre | 14:00 |
| 1860 Múnich      | 1 - 1 | Magdeburgo       | Grünwalder Stadion        | 26 de septiembre | 14:00 |
| Hallescher       | 0 - 2 | Ingolstadt 04    | Edgas Sportpark           | 26 de septiembre | 14:00 |
| Dinamo Dresde    | 1 - 1 | Waldhof Mannheim | Rudolf-Harbig-Stadion     | 27 de septiembre | 13:00 |
| Türkgücü Múnich  | 3 - 0 | Kaiserslautern   | Grünwalder Stadion        | 27 de septiembre | 14:00 |
| Uerdingen        | 0 - 2 | Meppen           | Merkur Spiel-Arena        | 28 de septiembre | 19:00 |

| Bayern Múnich II | 3 - 0 | Dinamo Dresde    | Grünwalder Stadion | 2 de octubre | 19:00 |
| Meppen           | 1 - 2 | Verl             | Hänsch-Arena       | 3 de octubre | 14:00 |
| Magdeburgo       | 0 - 2 | Viktoria Colonia | MDCC-Arena         | 3 de octubre | 14:00 |
| Zwickau          | 1 - 2 | 1860 Múnich      | GGZ-Arena          | 3 de octubre | 14:00 |
| Ingolstadt 04    | 0 - 1 | Unterhaching     | Audi Sportpark     | 3 de octubre | 14:00 |
| Waldhof Mannheim | 4 - 4 | Türkgücü Múnich  | Carl-Benz-Stadion  | 3 de octubre | 14:00 |
| Lübeck           | 1 - 1 | Duisburgo        | Stadion Lohmühle   | 3 de octubre | 14:00 |
| Hansa Rostock    | 0 - 0 | Uerdingen        | Ostseestadion      | 4 de octubre | 13:00 |
| Saarbrücken      | 4 - 0 | Hallescher       | Ludwigsparkstadion | 4 de octubre | 14:00 |
| Wehen Wiesbaden  | 2 - 2 | Kaiserslautern   | BRITA-Arena        | 5 de octubre | 19:00 |

| Kaiserslautern   | 1 - 1 | Waldhof Mannheim | Fritz-Walter-Stdion       | 10 de octubre  | 14:00 |
| 1860 Múnich      | 4 - 1 | Lübeck           | Grünwalder Stadion        | 10 de octubre  | 14:00 |
| Uerdingen        | 1 - 1 | Bayern Múnich II | Merkur Spiel-Arena        | 10 de octubre  | 14:00 |
| Verl             | 2 - 3 | Hansa Rostock    | Sportclub Arena           | 10 de octubre  | 14:00 |
| Türkgücü Múnich  | 0 - 0 | Wehen Wiesbaden  | Olímpico de Múnich        | 10 de octubre  | 14:00 |
| Dinamo Dresde    | 1 - 0 | Magdeburgo       | Rudolf-Harbig-Stadion     | 10 de octubre  | 14:00 |
| Unterhaching     | 2 - 1 | Meppen           | Alpenbauer Sportpark      | 11 de octubre  | 13:00 |
| Viktoria Colonia | 2 - 0 | Ingolstadt 04    | Sportpark Höhenberg       | 11 de octubre  | 14:00 |
| Hallescher       | 0 - 2 | Zwickau          | Erdgas Sportpark          | 12 de octubre  | 19:00 |
| Duisburgo        | 2 - 3 | Saarbrücken      | Schauinsland-Reisen-Arena | 4 de noviembre | 19:00 |

| Magdeburgo       | 2 - 0 | Türkgücü Múnich  | MDCC-Arena                | 16 de octubre   | 19:00 |
| Bayern Múnich II | 0 - 0 | Kaiserslautern   | Grünwalder Stadion        | 17 de octubre   | 14:00 |
| Ingolstadt 04    | 2 - 1 | Verl             | Audi Sportpark            | 17 de octubre   | 14:00 |
| Hansa Rostock    | 1 - 1 | 1860 Múnich      | Ostseestadion             | 17 de octubre   | 14:00 |
| Lübeck           | 0 - 1 | Dinamo Dresde    | Sportpark Lohmühle        | 17 de octubre   | 14:00 |
| Wehen Wiesbaden  | 0 - 1 | Waldhof Mannheim | BRITA-Arena               | 17 de octubre   | 14:00 |
| Zwickau          | 1 - 2 | Uerdingen        | GGZ-Arena                 | 17 de octubre   | 14:00 |
| Saarbrücken      | 2 - 1 | Unterhaching     | Ludwigsparkstadion        | 18 de octubre   | 13:00 |
| Meppen           | 0 - 1 | Viktoria Colonia | Hänsch-Arena              | 18 de octubre   | 15:00 |
| Duisburgo        | 0 - 0 | Hallescher       | Schauinsland-Reisen-Arena | 17 de noviembre | 19:00 |

| Verl             | 3 - 1 | Magdeburgo       | Benteler-Arena        | 20 de octubre | 19:00 |
| Türkgücü Múnich  | 4 - 3 | Lübeck           | Grünwalder Stadion    | 20 de octubre | 19:00 |
| Dinamo Dresde    | 1 - 2 | Zwickau          | Rudolf-Harbig-Stadion | 20 de octubre | 19:00 |
| Waldhof Mannheim | 1 - 2 | Hansa Rostock    | Carl-Benz-Stadion     | 20 de octubre | 19:00 |
| Uerdingen        | 0 - 4 | Wehen Wiesbaden  | Merkur Spiel-Arena    | 20 de octubre | 19:00 |
| Kaiserslautern   | 1 - 1 | Ingolstadt 04    | Fritz-Walter-Stadion  | 21 de octubre | 19:00 |
| Viktoria Colonia | 3 - 2 | Bayern Múnich II | Sportpark Höhenberg   | 21 de octubre | 19:00 |
| Hallescher       | 4 - 1 | Meppen           | Erdgas Sportpark      | 21 de octubre | 19:00 |
| 1860 Múnich      | 1 - 2 | Saarbrücken      | Grünwalder Stadion    | 21 de octubre | 19:00 |
| Unterhaching     | 0 - 1 | Duisburgo        | Alpenbauer Sportpark  | 21 de octubre | 19:00 |

| Meppen           | 3 - 2 | Kaiserslautern   | Hänsch-Arena              | 24 de octubre  | 14:00 |
| Ingolstadt 04    | 1 - 0 | Dinamo Dresde    | Audi Sportpark            | 24 de octubre  | 14:00 |
| Hansa Rostock    | 5 - 1 | Viktoria Colonia | Ostseestadion             | 24 de octubre  | 14:00 |
| Lübeck           | 2 - 3 | Hallescher       | Sportpark Lohmühle        | 24 de octubre  | 14:00 |
| Magdeburgo       | 1 - 2 | Wehen Wiesbaden  | MDCC-Arena                | 24 de octubre  | 14:00 |
| Duisburgo        | 0 - 2 | Uerdingen        | Schauinsland-Reisen-Arena | 24 de octubre  | 14:00 |
| Saarbrücken      | 1 - 2 | Verl             | Ludwigsparkstadion        | 25 de octubre  | 13:00 |
| Bayern Múnich II | 2 - 0 | Waldhof Mannheim | Grünwalder Stadion        | 25 de octubre  | 14:00 |
| Unterhaching     | 0 - 2 | 1860 Múnich      | Alpenbauer Sportpark      | 26 de octubre  | 19:00 |
| Zwickau          | 0 - 1 | Türkgücü Múnich  | GGZ-Arena                 | 4 de noviembre | 19:00 |

| Viktoria Colonia | 0 - 2 | Lübeck           | Sportpark Höhenberg   | 30 de octubre  | 19:00 |
| Dinamo Dresde    | 3 - 0 | Meppen           | Rudolf-Harbig-Stadion | 31 de octubre  | 14:00 |
| Waldhof Mannheim | 5 - 2 | Magdeburgo       | Carl-Benz-Stadion     | 31 de octubre  | 14:00 |
| Uerdingen        | 1 - 0 | Saarbrücken      | Merkur Spiel-Arena    | 31 de octubre  | 14:00 |
| 1860 Múnich      | 0 - 2 | Duisburgo        | Grünwalder Stadion    | 31 de octubre  | 14:00 |
| Wehen Wiesbaden  | 2 - 4 | Bayern Múnich II | BRITA-Arena           | 1 de noviembre | 13:00 |
| Türkgücü Múnich  | 1 - 1 | Ingolstadt 04    | Grünwalder Stadion    | 1 de noviembre | 14:00 |
| Kaiserslautern   | 0 - 0 | Hansa Rostock    | Fritz-Walter-Stadion  | 2 de noviembre | 19:00 |
| Hallescher       | 2 - 0 | Unterhaching     | Erdgas Sportpark      | 2 de diciembre | 19:00 |
| Verl             | 1 - 1 | Zwickau          | Benteler-Arena        | 19 de enero    | 19:00 |

| Ingolstadt 04 | 4 - 1 | Wehen Wiesbaden  | Audi Sportpark            | 6 de noviembre | 19:00 |
| Magdeburgo    | 2 - 1 | Bayern Múnich II | MDCC-Arena                | 7 de noviembre | 14:00 |
| Zwickau       | 1 - 2 | Kaiserslautern   | GGZ-Arena                 | 7 de noviembre | 14:00 |
| Saarbrücken   | 2 - 1 | Dinamo Dresde    | Ludwigsparkstdion         | 7 de noviembre | 14:00 |
| 1860 Múnich   | 6 - 1 | Hallescher       | Grünwalder Stadion        | 7 de noviembre | 14:00 |
| Lübeck        | 1 - 0 | Uerdingen        | Sportpark Lohmühle        | 8 de noviembre | 14:00 |
| Duisburgo     | 1 - 3 | Viktoria Colonia | Schauinsland-Reisen-Arena | 9 de noviembre | 19:00 |
| Hansa Rostock | 2 - 0 | Türkgücü Múnich  | Ostseestadion             | 2 de diciembre | 19:00 |
| Meppen        | 2 - 0 | Waldhof Mannheim | Hänsch-Arena              | 8 de diciembre | 19:00 |
| Unterhaching  | 3 - 4 | Verl             | Alpenbauer Sportpark      | 12 de enero    | 19:00 |

| Viktoria Colonia | 0 - 2 | Saarbrücken   | Sportpark Höhenberg   | 13 de noviembre | 19:00 |
| Wehen Wiesbaden  | 3 - 1 | Zwickau       | BRITA-Arena           | 14 de noviembre | 14:00 |
| Kaiserslautern   | 1 - 1 | Magdeburgo    | Fritz-Walter-Stadion  | 14 de noviembre | 14:00 |
| Uerdingen        | 3 - 1 | Unterhaching  | Merkur Spiel-Arena    | 14 de noviembre | 14:00 |
| Hallescher       | 1 - 1 | Hansa Rostock | Erdgas Sportpark      | 14 de noviembre | 14:00 |
| Türkgücü Múnich  | 2 - 1 | Duisburgo     | Olímpico de Múnich    | 14 de noviembre | 14:00 |
| Waldhof Mannheim | 4 - 1 | Ingolstadt 04 | Carl-Benz-Stadion     | 14 de noviembre | 14:00 |
| Dinamo Dresde    | 2 - 1 | 1860 Múnich   | Rudolf-Harbig-Stadion | 15 de noviembre | 14:00 |
| Verl             | 1 - 2 | Lübeck        | Benteler-Arena        | 16 de noviembre | 19:00 |
| Bayern Múnich II | 2 - 0 | Meppen        | Grünwalder Stadion    | 12 de enero     | 19:00 |

| Duisburgo     | 0 - 4 | Verl             | Schauinsland-Reisen-Arena | 20 de noviembre | 19:00 |
| 1860 Múnich   | 0 - 0 | Uerdingen        | Grünwalder Stadion        | 21 de noviembre | 14:00 |
| Hallescher    | 1 - 1 | Kaiserslautern   | Erdgas Sportpark          | 21 de noviembre | 14:00 |
| Saarbrücken   | 3 - 3 | Wehen Wiesbaden  | Ludwigsparkstadion        | 21 de noviembre | 14:00 |
| Hansa Rostock | 1 - 3 | Dinamo Dresde    | Ostseestadion             | 21 de noviembre | 14:00 |
| Zwickau       | 0 - 0 | Waldhof Mannheim | GGZ-Arena                 | 21 de noviembre | 14:00 |
| Lübeck        | 3 - 0 | Bayern Múnich II | Stadion Lohmühle          | 22 de noviembre | 13:00 |
| Unterhaching  | 2 - 2 | Viktoria Colonia | Alpenbauer Sportpark      | 22 de noviembre | 14:00 |
| Ingolstadt 04 | 1 - 0 | Magdeburgo       | Audi Sportpark            | 22 de noviembre | 15:00 |
| Meppen        | 1 - 4 | Türkgücü Múnich  | Hänsch-Arena              | 23 de diciembre | 17:30 |

| Wehen Wiesbaden  | 1 - 0 | Meppen        | BRITA-Arena         | 24 de noviembre | 19:00 |
| Uerdingen        | 0 - 1 | Hallescher    | Merkur Spiel-Arena  | 24 de noviembre | 19:00 |
| Verl             | 1 - 1 | 1860 Múnich   | Benteler-Arena      | 24 de noviembre | 19:00 |
| Waldhof Mannheim | 2 - 2 | Duisburgo     | Carl-Benz-Stadion   | 24 de noviembre | 19:00 |
| Türkgücü Múnich  | 1 - 1 | Saarbrücken   | Olímpico de Múnich  | 24 de noviembre | 19:00 |
| Bayern Múnich II | 1 - 3 | Ingolstadt 04 | Grünwalder Stadion  | 25 de noviembre | 19:00 |
| Kaiserslautern   | 1 - 0 | Lübeck        | Fritz-Walter-Arena  | 25 de noviembre | 19:00 |
| Dinamo Dresde    | 2 - 0 | Unterhaching  | Rudolf-Harbig-Arena | 25 de noviembre | 19:00 |
| Viktoria Colonia | 1 - 1 | Zwickau       | Sportpark Höhenberg | 25 de noviembre | 19:00 |
| Magdeburgo       | 1 - 1 | Hansa Rostock | MDCC-Arena          | 25 de noviembre | 19:00 |

| Uerdingen     | 1 - 2 | Verl             | Merkur Spiel-Arena        | 27 de noviembre | 19:00 |
| Hansa Rostock | 2 - 0 | Bayern Múnich II | Ostseestadion             | 28 de noviembre | 14:00 |
| Hallescher    | 2 - 0 | Viktoria Colonia | Erdgas Sportpark          | 28 de noviembre | 14:00 |
| Zwickau       | 0 - 1 | Magdeburgo       | GGZ-Arena                 | 28 de noviembre | 14:00 |
| Unterhaching  | 2 - 1 | Wehen Wiesbaden  | Alpenbauer Sportpark      | 28 de noviembre | 14:00 |
| 1860 Múnich   | 2 - 2 | Türkgücü Múnich  | Grünwalder Stadion        | 28 de noviembre | 14:00 |
| Duisburgo     | 0 - 3 | Dinamo Dresde    | Schauinsland-Reisen-Arena | 29 de noviembre | 13:00 |
| Saarbrücken   | 1 - 1 | Kaiserslautern   | Ludwigsparkstadion        | 29 de noviembre | 14:00 |
| Meppen        | 2 - 0 | Ingolstadt 04    | Hänsch-Arena              | 30 de noviembre | 19:00 |
| Lübeck        | 0 - 1 | Waldhof Mannheim | Sporpark Lohmühle         | 13 de enero     | 19:00 |

| Magdeburgo       | 0 - 0 | Meppen        | MDCC-Arena            | 4 de diciembre | 19:00 |
| Ingolstadt 04    | 1 - 1 | Lübeck        | Audi Sportpark        | 5 de diciembre | 14:00 |
| Dinamo Dresde    | 0 - 0 | Uerdingen     | Rudolf-Harbig-Stadion | 5 de diciembre | 14:00 |
| Waldhof Mannheim | 4 - 1 | Saarbrücken   | Carl-Benz-Stadion     | 5 de diciembre | 14:00 |
| Viktoria Colonia | 2 - 1 | 1860 Múnich   | Sportpark Höhenberg   | 5 de diciembre | 14:00 |
| Kaiserslautern   | 2 - 2 | Duisburgo     | Fritz-Walter-Stadion  | 5 de diciembre | 14:00 |
| Wehen Wiesbaden  | 2 - 1 | Hansa Rostock | BRITA-Arena           | 6 de diciembre | 13:00 |
| Verl             | 4 - 2 | Hallescher    | Sportclub Arena       | 6 de diciembre | 14:00 |
| Türkgücü Múnich  | 0 - 0 | Unterhaching  | Grünwalder Stadion    | 19 de enero    | 19:00 |
| Bayern Múnich II | 3 - 2 | Zwickau       | Grünwalder Stadion    | 10 de febrero  | 19:00 |

| Unterhaching  | 2 - 0 | Kaiserslautern   | Alpenbauer Sportpark      | 11 de diciembre | 19:00 |
| Uerdingen     | 1 - 0 | Türkgücü Múnich  | Merkur Spiel-Arena        | 12 de diciembre | 14:00 |
| Duisburgo     | 4 - 1 | Wehen Wiesbaden  | Schauinsland-Reisen-Arena | 12 de diciembre | 14:00 |
| 1860 Múnich   | 5 - 0 | Waldhof Mannheim | Grünwalder Stadion        | 12 de diciembre | 14:00 |
| Hallescher    | 1 - 3 | Dinamo Dresde    | Erdgas Sportpark          | 12 de diciembre | 14:00 |
| Verl          | 1 - 1 | Viktoria Colonia | Sportclub Arena           | 12 de diciembre | 14:00 |
| Lübeck        | 1 - 1 | Magdeburgo       | Sportpark Lohmühle        | 12 de diciembre | 14:00 |
| Saarbrücken   | 1 - 2 | Bayern Múnich II | Ludwigsparkstadion        | 13 de diciembre | 13:00 |
| Hansa Rostock | 0 - 2 | Meppen           | Ostseestadion             | 13 de diciembre | 14:00 |
| Zwickau       | 0 - 2 | Ingolstadt 04    | GGZ-Arena                 | 13 de enero     | 19:00 |

| Dinamo Dresde    | 4 - 1 | Verl          | Rudolf-Harbig-Stadion | 15 de diciembre | 19:00 |
| Türkgücü Múnich  | 0 - 3 | Hallescher    | Olímpico de Múnich    | 15 de diciembre | 19:00 |
| Wehen Wiesbaden  | 4 - 2 | Lübeck        | BRITA-Arena           | 15 de diciembre | 19:00 |
| Waldhof Mannheim | 1 - 4 | Unterhaching  | Carl-Benz-Stadion     | 15 de diciembre | 19:00 |
| Kaiserslautern   | 0 - 3 | 1860 Múnich   | Fritz-Walter-Stadion  | 15 de diciembre | 19:00 |
| Bayern Múnich II | 1 - 1 | Duisburgo     | Grünwalder Stadion    | 16 de diciembre | 19:00 |
| Viktoria Colonia | 0 - 2 | Uerdingen     | Sportpark Höhenberg   | 16 de diciembre | 19:00 |
| Ingolstadt 04    | 1 - 0 | Hansa Rostock | Audi Sportpark        | 16 de diciembre | 19:00 |
| Meppen           | 1 - 2 | Zwickau       | Hänsch-Arena          | 16 de diciembre | 19:00 |
| Magdeburgo       | 1 - 2 | Saarbrücken   | MDCC-Arena            | 12 de enero     | 19:00 |

| 1860 Múnich      | 2 - 2 | Wehen Wiesbaden  | Grünwalder Stadion        | 18 de diciembre | 19:00 |
| Viktoria Colonia | 2 - 4 | Dinamo Dresde    | Sportpark Höhenberg       | 19 de diciembre | 14:00 |
| Unterhaching     | 1 - 1 | Bayern Múnich II | Alpenbauer Sportpark      | 19 de diciembre | 14:00 |
| Saarbrücken      | 3 - 3 | Ingolstadt 04    | Ludwigsparkstadion        | 19 de diciembre | 14:00 |
| Lübeck           | 0 - 2 | Meppen           | Sportpark Lohmühle        | 19 de diciembre | 14:00 |
| Uerdingen        | 0 - 2 | Kaiserslautern   | Merkur Spiel-Arena        | 19 de diciembre | 14:00 |
| Verl             | 0 - 1 | Türkgücü Múnich  | Sportclub Arena           | 20 de diciembre | 13:00 |
| Zwickau          | 0 - 2 | Hansa Rostock    | GGZ-Arena                 | 20 de diciembre | 14:00 |
| Hallescher       | 0 - 0 | Waldhof Mannheim | Erdgas Sportpark          | 20 de enero     | 19:00 |
| Duisburgo        | 1 - 2 | Magdeburgo       | Schauinsland-Reisen-Arena | 20 de enero     | 19:00 |

| Waldhof Mannheim | 2 - 2 | Verl             | Carl-Benz-Stadion    | 8 de enero  | 19:00 |
| Wehen Wiesbaden  | 1 - 1 | Hallescher       | BRITA-Arena          | 9 de enero  | 14:00 |
| Bayern Múnich II | 0 - 2 | 1860 Múnich      | Grünwalder Stadion   | 9 de enero  | 14:00 |
| Meppen           | 1 - 0 | Saarbrücken      | Hänsch-Arena         | 9 de enero  | 14:00 |
| Magdeburgo       | 1 - 1 | Uerdingen        | MDCC-Arena           | 9 de enero  | 14:00 |
| Hansa Rostock    | 1 - 0 | Unterhaching     | Ostseestadion        | 9 de enero  | 14:00 |
| Kaiserslautern   | 0 - 0 | Viktoria Colonia | Fritz-Walter-Stadion | 9 de enero  | 14:00 |
| Ingolstadt 04    | 2 - 1 | Duisburgo        | Audi Sportpark       | 10 de enero | 13:00 |
| Zwickau          | 2 - 1 | Lübeck           | GGZ-Arena            | 10 de enero | 14:00 |
| Türkgücü Múnich  | 1 - 0 | Dinamo Dresde    | Grünwalder Stadion   | 11 de enero | 19:00 |

| Viktoria Colonia | 0 - 2 | Türkgücü Múnich  | Sportpark Höhenberg       | 15 de enero | 19:00 |
| Unterhaching     | 0 - 2 | Magdeburgo       | Alpenbauer Sporpark       | 16 de enero | 14:00 |
| Verl             | 1 - 1 | Kaiserslautern   | Sportclub Arena           | 16 de enero | 14:00 |
| Hallescher       | 0 - 4 | Bayern Múnich II | Erdgas Sportpark          | 16 de enero | 14:00 |
| Uerdingen        | 1 - 1 | Waldhof Mannheim | Merkur Spiel-Arena        | 17 de enero | 13:00 |
| Duisburgo        | 1 - 0 | Meppen           | Schauinsland-Reisen-Arena | 17 de enero | 14:00 |
| 1860 Múnich      | 1 - 0 | Ingolstadt 04    | Grünwalder Stadion        | 18 de enero | 19:00 |
| Lübeck           | 1 - 0 | Hansa Rostock    | Sportpark Lohmühle        | 3 de marzo  | 17:00 |
| Saarbrücken      | 1 - 2 | Zwickau          | Ludwigsparkstadion        | 10 de marzo | 19:00 |
| Dinamo Dresde    | 1 - 0 | Wehen Wiesbaden  | Rudolf-Harbig-Stadion     | 17 de marzo | 19:00 |

### Segunda vuelta
| Türkgücü Múnich  | 0 - 0 | Bayern Múnich II | Grünwalder Stadion        | 22 de enero | 19:00 |
| Duisburgo        | 1 - 2 | Hansa Rostock    | Schauinsland-Reisen-Arena | 23 de enero | 14:00 |
| Unterhaching     | 1 - 2 | Zwickau          | Alpenbauer Sportpark      | 23 de enero | 14:00 |
| Hallescher       | 1 - 0 | Magdeburgo       | Erdgas Sportpark          | 23 de enero | 14:00 |
| Dinamo Dresde    | 4 - 3 | Kaiserslautern   | Rudolf-Harbig-Stadion     | 23 de enero | 14:00 |
| Viktoria Colonia | 1 - 2 | Waldhof Mannheim | Sportpark Höhenberg       | 23 de enero | 14:00 |
| Verl             | 2 - 2 | Wehen Wiesbaden  | Sportclub Arena           | 23 de enero | 14:00 |
| 1860 Múnich      | 1 - 1 | Meppen           | Grünwalder Stadion        | 24 de enero | 13:00 |
| Saarbrücken      | 0 - 0 | Lübeck           | PSD Bank Arena            | 24 de enero | 14:00 |
| Uerdingen        | 0 - 3 | Ingolstadt 04    | FRIMO Stadion             | 3 de marzo  | 17:00 |

| Zwickau          | 3 - 1 | Duisburgo        | GGZ-Arena            | 26 de enero | 19:00 |
| Wehen Wiesbaden  | 2 - 2 | Viktoria Colonia | BRITA-Arena          | 26 de enero | 19:00 |
| Waldhof Mannheim | 1 - 0 | Dinamo Dresde    | Carl-Benz-Stadion    | 26 de enero | 19:00 |
| Kaiserslautern   | 0 - 0 | Türkgücü Múnich  | Fritz-Walter-Stadion | 26 de enero | 19:00 |
| Ingolstadt 04    | 1 - 1 | Hallescher       | Audi Sportpark       | 27 de enero | 19:00 |
| Hansa Rostock    | 4 - 2 | Saarbrücken      | Ostseestadion        | 27 de enero | 19:00 |
| Magdeburgo       | 0 - 3 | 1860 Múnich      | MDCC-Arena           | 27 de enero | 19:00 |
| Lübeck           | 1 - 0 | Unterhaching     | Sportpark Lohmühle   | 27 de enero | 19:00 |
| Bayern Múnich II | 1 - 2 | Verl             | Grünwalder Stadion   | 10 de marzo | 19:00 |
| Meppen           | 0 - 4 | Uerdingen        | Hänsch-Arena         | 17 de marzo | 19:00 |

| Kaiserslautern   | 0 - 1 | Wehen Wiesbaden  | Fritz-Walter-Stadion      | 30 de enero   | 14:00 |
| Verl             | 3 - 1 | Meppen           | Sportclub Arena           | 30 de enero   | 14:00 |
| Türkgücü Múnich  | 0 - 2 | Waldhof Mannheim | Grünwalder Stadion        | 30 de enero   | 14:00 |
| Unterhaching     | 0 - 1 | Ingolstadt 04    | Alpenbauer Sportpark      | 30 de enero   | 14:00 |
| Duisburgo        | 3 - 1 | Lübeck           | Schauinsland-Reisen-Arena | 31 de enero   | 13:00 |
| 1860 Múnich      | 0 - 1 | Zwickau          | Grünwalder Stadion        | 31 de enero   | 14:00 |
| Hallescher       | 1 - 1 | Saarbrücken      | Erdgas Sportpak           | 1 de febrero  | 19:00 |
| Dinamo Dresde    | 1 - 1 | Bayern Múnich II | Rudolf-Harbig-Stadion     | 24 de febrero | 19:00 |
| Viktoria Colonia | 2 - 4 | Magdeburgo       | Sportpark Höhenberg       | 2 de marzo    | 17:00 |
| Uerdingen        | 0 - 1 | Hansa Rostock    | FRIMO Stadion             | 9 de marzo    | 19:00 |

| Hansa Rostock    | 3 - 2 | Verl             | Ostseestadion      | 5 de febrero | 19:00 |
| Waldhof Mannheim | 0 - 2 | Kaiserslautern   | Carl-Benz-Stadion  | 6 de febrero | 14:00 |
| Meppen           | 3 - 2 | Unterhaching     | Hänsch-Arena       | 6 de febrero | 14:00 |
| Ingolstadt 04    | 2 - 1 | Viktoria Colonia | Audi Sportpark     | 6 de febrero | 14:00 |
| Zwickau          | 2 - 2 | Hallescher       | GGZ-Arena          | 6 de febrero | 14:00 |
| Magdeburgo       | 0 - 1 | Dinamo Dresde    | MDCC-Arena         | 6 de febrero | 14:00 |
| Bayern Múnich II | 0 - 1 | Uerdingen        | Grünwalder Stadion | 7 de febrero | 13:00 |
| Wehen Wiesbaden  | 3 - 1 | Türkgücü Múnich  | BRITA-Arena        | 7 de febrero | 14:00 |
| Saarbrücken      | 4 - 1 | Duisburgo        | Ludwigsparkstadion | 3 de marzo   | 17:00 |
| Lübeck           | 0 - 0 | 1860 Múnich      | Sportpark Lohmühle | 17 de marzo  | 19:00 |

| Kaiserslautern   | 1 - 1 | Bayern Múnich II | Fritz-Walter-Stadion  | 13 de febrero | 14:00 |
| 1860 Múnich      | 0 - 0 | Hansa Rostock    | Grünwalder Stadion    | 13 de febrero | 14:00 |
| Waldhof Mannheim | 0 - 1 | Wehen Wiesbaden  | Carl-Benz-Stadion     | 13 de febrero | 14:00 |
| Unterhaching     | 0 - 1 | Saarbrücken      | Alpenbauer Sportpark  | 14 de febrero | 13:00 |
| Dinamo Dresde    | 3 - 1 | Lübeck           | Rudolf-Harbig-Stadion | 14 de febrero | 14:00 |
| Türkgücü Múnich  | 2 - 1 | Magdeburgo       | Grünwalder Stadion    | 15 de febrero | 19:00 |
| Viktoria Colonia | 1 - 0 | Meppen           | Sportpark Höhenberg   | 9 de marzo    | 19:00 |
| Hallescher       | 1 - 1 | Duisburgo        | Erdgas Sportpark      | 16 de marzo   | 19:00 |
| Verl             | 1 - 1 | Ingolstadt 04    | Benteler-Arena        | 17 de marzo   | 19:00 |
| Uerdingen        | 1 - 1 | Zwickau          | FRIMO Stadion         | 27 de marzo   | 14:00 |

| Meppen           | 2 - 1 | Hallescher       | Hänsch-Arena              | 19 de febrero | 19:00 |
| Lübeck           | 0 - 2 | Türkgücü Múnich  | Sportpark Lohmühle        | 20 de febrero | 14:00 |
| Ingolstadt 04    | 1 - 0 | Kaiserslautern   | Audi Sportpark            | 20 de febrero | 14:00 |
| Duisburgo        | 2 - 1 | Unterhaching     | Schauinsland-Reisen-Arena | 20 de febrero | 14:00 |
| Hansa Rostock    | 1 - 0 | Waldhof Mannheim | Ostseestadion             | 20 de febrero | 14:00 |
| Saaarbrücken     | 2 - 1 | 1860 Múnich      | Hermann-Neuberger-Stadion | 20 de febrero | 14:00 |
| Zwickau          | 0 - 2 | Dinamo Dresde    | GGZ-Arena                 | 20 de febrero | 14:00 |
| Bayern Múnich II | 0 - 1 | Viktoria Colonia | Grünwalder Stadion        | 21 de febrero | 13:00 |
| Magdeburgo       | 0 - 4 | Verl             | MDCC-Arena                | 21 de febrero | 14:00 |
| Wehen Wiesbaden  | 3 - 1 | Uerdingen        | BRITA-Arena               | 22 de febrero | 19:00 |

| 1860 Múnich      | 3 - 1 | Unterhaching     | Grünwalder Stadion    | 26 de febrero | 19:00 |
| Viktoria Colonia | 1 - 2 | Hansa Rostock    | Sportpark Höhenberg   | 27 de febrero | 14:00 |
| Dinamo Dresde    | 4 - 0 | Ingolstadt 04    | Rudolf-Harbig-Stadion | 27 de febrero | 14:00 |
| Kaiserslautern   | 2 - 2 | Meppen           | Fritz-Walter-Stadion  | 27 de febrero | 14:00 |
| Hallescher       | 2 - 1 | Lübeck           | Erdgas Sportpark      | 27 de febrero | 14:00 |
| Verl             | 1 - 3 | Saarbrücken      | Sportclub Arena       | 27 de febrero | 14:00 |
| Wehen Wiesbaden  | 1 - 0 | Magdeburgo       | BRITA-Arena           | 27 de febrero | 14:00 |
| Türkgücü Múnich  | 1 - 1 | Zwickau          | Grünwalder Stadion    | 28 de febrero | 13:00 |
| Uerdingen        | 1 - 2 | Duisburgo        | FRIMO Stadion         | 28 de febrero | 14:00 |
| Waldhof Mannheim | 2 - 2 | Bayern Múnich II | Carl-Benz-Stadion     | 1 de marzo    | 19:00 |

| Zwickau          | 3 - 0 | Verl             | GGZ-Arena                 | 5 de marzo | 19:00 |
| Magdeburgo       | 1 - 1 | Waldhof Mannheim | MDCC-Arena                | 6 de marzo | 14:00 |
| Hansa Rostock    | 2 - 1 | Kaiserslautern   | Ostseestadion             | 6 de marzo | 14:00 |
| Meppen           | 0 - 4 | Dinamo Dresde    | Hänsch-Arena              | 6 de marzo | 14:00 |
| Saarbrücken      | 2 - 2 | Uerdingen        | Ludwigsparkstadion        | 6 de marzo | 14:00 |
| Lübeck           | 1 - 2 | Viktoria Colonia | Sportpark Lohmühle        | 6 de marzo | 14:00 |
| Duisburgo        | 1 - 0 | 1860 Múnich      | Schauinsland-Reisen-Arena | 6 de marzo | 14:00 |
| Unterhaching     | 3 - 0 | Hallescher       | Alpenbauer Sportpark      | 7 de marzo | 13:00 |
| Bayern Múnich II | 2 - 0 | Wehen Wiesbaden  | Grünwalder Stadion        | 7 de marzo | 14:00 |
| Ingolstadt 04    | 2 - 1 | Türkgücü Múnich  | Audi Sportpark            | 8 de marzo | 19:00 |

| Uerdingen        | 1 - 1 | Lübeck        | FRIMO Stadion            | 12 de marzo | 19:00 |
| Viktoria Colonia | 3 - 1 | Duisburgo     | Sportpark Höhenberg      | 13 de marzo | 14:00 |
| Hallescher       | 0 - 4 | 1860 Múnich   | Erdgas Sportpark         | 13 de marzo | 14:00 |
| Dinamo Dresde    | 1 - 1 | Saarbrücken   | Rudolf-Harbig-Stadion    | 13 de marzo | 14:00 |
| Bayern Múnich II | 0 - 2 | Magdeburgo    | FC Bayern Campus Platz 1 | 13 de marzo | 14:00 |
| Wehen Wiesbaden  | 1 - 2 | Ingolstadt 04 | BRITA-Arena              | 13 de marzo | 14:00 |
| Verl             | 2 - 1 | Unterhaching  | Sportclub Arena          | 14 de marzo | 13:00 |
| Waldhof Mannheim | 0 - 1 | Meppen        | Carl-Benz-Stadion        | 14 de marzo | 14:00 |
| Türkgücü Múnich  | 0 - 3 | Hansa Rostock | Grünwalder Stadion       | 15 de marzo | 19:00 |
| Kaiserslautern   | 2 - 2 | Zwickau       | Fritz-Walter-Stadion     | 7 de abril  | 17:00 |

| Saarbrücken   | 2 - 3 | Viktoria Colonia | Ludwigsparkstadion        | 19 de marzo | 19:00 |
| Ingolstadt 04 | 1 - 0 | Waldhof Mannheim | Audi Sportpark            | 20 de marzo | 14:00 |
| Hansa Rostock | 1 - 0 | Hallescher       | Ostseestadion             | 20 de marzo | 14:00 |
| Unterhaching  | 2 - 3 | Uerdingen        | Alpenbauer Sportpark      | 20 de marzo | 14:00 |
| Duisburgo     | 3 - 2 | Türkgücü Múnich  | Schauinsland-Reisen-Arena | 20 de marzo | 14:00 |
| Magdeburgo    | 1 - 0 | Kaiserslautern   | MDCC-Arena                | 20 de marzo | 14:00 |
| Lübeck        | 2 - 2 | Verl             | Sportpark Lohmühle        | 20 de marzo | 14:00 |
| Meppen        | 2 - 1 | Bayern Múnich II | Hänsch-Arena              | 21 de marzo | 13:00 |
| Zwickau       | 2 - 1 | Wehen Wiesbaden  | GGZ-Arena                 | 21 de marzo | 14:00 |
| 1860 Múnich   | 1 - 0 | Dinamo Dresde    | Grünwalder Stadion        | 22 de marzo | 19:00 |

| Waldhof Mannheim | 1 - 0 | Zwickau       | Carl-Benz-Stadion     | 3 de abril | 14:00 |
| Kaiserslautern   | 3 - 1 | Hallescher    | Fritz-Walter-Stadion  | 3 de abril | 14:00 |
| Uerdingen        | 1 - 3 | 1860 Múnich   | FRIMO Stadion         | 3 de abril | 14:00 |
| Magdeburgo       | 2 - 0 | Ingolstadt 04 | MDCC-Arena            | 3 de abril | 14:00 |
| Bayern Múnich II | 2 - 3 | Lübeck        | Grünwalder-Stadion    | 3 de abril | 14:00 |
| Verl             | 1 - 2 | Duisburgo     | Sportclub Arena       | 3 de abril | 14:00 |
| Wehen Wiesbaden  | 2 - 2 | Saarbrücken   | BRITA-Arena           | 3 de abril | 14:00 |
| Türkgücü Múnich  | 2 - 0 | Meppen        | Grünwalder Stadion    | 4 de abril | 13:00 |
| Dinamo Dresde    | 0 - 0 | Hansa Rostock | Rudolf-Harbig-Stadion | 4 de abril | 14:00 |
| Viktoria Colonia | 1 - 1 | Unterhaching  | Sportpark Höhenberg   | 5 de abril | 19:00 |

| Hallescher    | 2 - 1 | Uerdingen        | Erdgas Sportpark          | 9 de abril  | 19:00 |
| Duisburgo     | 1 - 1 | Waldhof Mannheim | Schauinsland-Reisen-Arena | 10 de abril | 14:00 |
| Hansa Rostock | 0 - 2 | Magdeburgo       | Ostseestadion             | 10 de abril | 14:00 |
| Lübeck        | 1 - 1 | Kaiserslautern   | Sportpark Lohmühle        | 10 de abril | 14:00 |
| 1860 Múnich   | 3 - 2 | Verl             | Grünwalder Stadion        | 10 de abril | 14:00 |
| Saarbrücken   | 2 - 1 | Türkgücü Múnich  | Ludwigsparkstadion        | 10 de abril | 14:00 |
| Ingolstadt 04 | 2 - 2 | Bayern Múnich II | Audi Sportpark            | 10 de abril | 14:00 |
| Zwickau       | 1 - 2 | Viktoria Colonia | GGZ-Arena                 | 11 de abril | 13:00 |
| Unterhaching  | 2 - 0 | Dinamo Dresde    | Alpenbauer Sportpark      | 11 de abril | 14:00 |
| Meppen        | 0 - 3 | Wehen Wiesbaden  | Hänsch-Arena              | 12 de abril | 19:00 |

| Bayern Múnich II | 0 - 1 | Hansa Rostock | Grünwalder Stadion    | 16 de abril | 19:00 |
| Magdeburgo       | 0 - 0 | Zwickau       | MDCC-Arena            | 17 de abril | 14:00 |
| Viktoria Colonia | 2 - 0 | Hallescher    | Sportpark Höhenberg   | 17 de abril | 14:00 |
| Verl             | 3 - 0 | Uerdingen     | Sportclub Arena       | 17 de abril | 14:00 |
| Türkgücü Múnich  | 0 - 2 | 1860 Múnich   | Olímpico de Múnich    | 17 de abril | 14:00 |
| Kaiserslautern   | 2 - 1 | Saarbrücken   | Fritz-Walter-Stadion  | 17 de abril | 14:00 |
| Ingolstadt 04    | 0 - 0 | Meppen        | Audi Sportpark        | 18 de abril | 13:00 |
| Waldhof Mannheim | 3 - 2 | Lübeck        | Carl-Benz-Stadion     | 18 de abril | 14:00 |
| Wehen Wiesbaden  | 1 - 0 | Unterhaching  | BRITA-Arena           | 18 de abril | 15:00 |
| Dinamo Dresde    | 1 - 0 | Duisburgo     | Rudolf-Harbig-Stadion | 28 de abril | 19:00 |

| 1860 Múnich   | 1 - 1 | Viktoria Colonia | Grünwalder Stadion        | 20 de abril | 19:00 |
| Hallescher    | 1 - 1 | Verl             | Erdgas Sportpark          | 20 de abril | 19:00 |
| Zwickau       | 1 - 1 | Bayern Múnich II | GGZ-Arena                 | 20 de abril | 19:00 |
| Duisburgo     | 2 - 2 | Kaiserslautern   | Schauinsland-Reisen-Arena | 20 de abril | 19:00 |
| Hansa Rostock | 1 - 1 | Wehen Wiesbaden  | Ostseestadion             | 21 de abril | 19:00 |
| Meppen        | 1 - 2 | Magdeburgo       | Hänsch-Arena              | 21 de abril | 19:00 |
| Unterhaching  | 0 - 2 | Türkgücü Múnich  | Alpenbauer Sportpark      | 21 de abril | 19:00 |
| Saarbrücken   | 5 - 0 | Waldhof Mannheim | Ludwigsparkstadion        | 21 de abril | 19:00 |
| Lübeck        | 1 - 1 | Ingolstadt 04    | Sportpark Lohmühle        | 21 de abril | 19:00 |
| Uerdingen     | 0 - 2 | Dinamo Dresde    | FRIMO Stadion             | 1 de mayo   | 14:00 |

| Viktoria Colonia | 2 - 2 | Verl          | Sportpark Höhenberg   | 23 de abril | 19:00 |
| Dinamo Dresde    | 0 - 3 | Hallescher    | Rudolf-Harbig-Stadion | 24 de abril | 14:00 |
| Ingolstadt 04    | 3 - 2 | Zwickau       | Audi Sportpark        | 24 de abril | 14:00 |
| Meppen           | 2 - 3 | Hansa Rostock | Hänsch-Arena          | 24 de abril | 14:00 |
| Kaiserslautern   | 3 - 2 | Unterhaching  | Fritz-Walter-Stadion  | 24 de abril | 14:00 |
| Türkgücü Múnich  | 0 - 2 | Uerdingen     | Olímpico de Múnich    | 24 de abril | 14:00 |
| Waldhof Mannheim | 0 - 2 | 1860 Múnich   | Carl-Benz-Stadion     | 24 de abril | 14:00 |
| Magdeburgo       | 1 - 0 | Lübeck        | MDCC-Arena            | 25 de abril | 13:00 |
| Wehen Wiesbaden  | 0 - 3 | Duisburgo     | BRITA-Arena           | 25 de abril | 14:00 |
| Bayern Múnich II | 0 - 4 | Saarbrücken   | Grünwalder Stadion    | 26 de abril | 19:00 |

| Hansa Rostock | 1 - 1 | Ingolstadt 04    | Ostseestadion             | 4 de mayo | 19:00 |
| 1860 Múnich   | 3 - 0 | Kaiserslautern   | Grünwalder Stadion        | 4 de mayo | 19:00 |
| Hallescher    | 4 - 1 | Türkgücü Múnich  | Erdgas Sportpark          | 4 de mayo | 19:00 |
| Verl          | 0 - 0 | Dinamo Dresde    | Benteler-Arena            | 4 de mayo | 19:00 |
| Lübeck        | 0 - 3 | Wehen Wiesbaden  | Sportpark Lohmühle        | 4 de mayo | 19:00 |
| Uerdingen     | 1 - 1 | Viktoria Colonia | FRIMO Stadion             | 5 de mayo | 19:00 |
| Duisburgo     | 2 - 2 | Bayern Múnich II | Schauinsland-Reisen-Arena | 5 de mayo | 19:00 |
| Unterhaching  | 0 - 2 | Waldhof Mannheim | Alpenbauer Sportpark      | 5 de mayo | 19:00 |
| Zwickau       | 0 - 0 | Meppen           | GGZ-Arena                 | 5 de mayo | 19:00 |
| Saarbrücken   | 0 - 3 | Magdeburgo       | Ludwigsparkstadion        | 5 de mayo | 19:00 |

| Türkgücü Múnich  | 1 - 2 | Verl             | Olímpico de Múnich    | 7 de mayo  | 19:00 |
| Wehen Wiesbaden  | 1 - 1 | 1860 Múnich      | BRITA-Arena           | 8 de mayo  | 14:00 |
| Dinamo Dresde    | 2 - 0 | Viktoria Colonia | Rudolf-Harbig-Stadion | 8 de mayo  | 14:00 |
| Kaiserslautern   | 4 - 1 | Uerdingen        | Fritz-Walter-Stadion  | 8 de mayo  | 14:00 |
| Magdeburgo       | 3 - 2 | Duisburgo        | MDCC-Arena            | 8 de mayo  | 14:00 |
| Ingolstadt 04    | 0 - 0 | Saarbrücken      | Audi Sportpark        | 8 de mayo  | 14:00 |
| Hansa Rostock    | 0 - 0 | Zwickau          | Ostseestadion         | 8 de mayo  | 14:00 |
| Meppen           | 0 - 2 | Lübeck           | Hänsch-Arena          | 9 de mayo  | 13:00 |
| Bayern Múnich II | 1 - 2 | Unterhaching     | Grünwalder Stadion    | 9 de mayo  | 14:00 |
| Waldhof Mannheim | 3 - 2 | Hallescher       | Carl-Benz-Stadion     | 10 de mayo | 19:00 |

| Saarbrücken      | 2 - 0 | Meppen           | Ludwigsparkstadion        | 14 de mayo | 19:00 |
| Uerdingen        | 1 - 0 | Magdeburgo       | FRIMO Stadion             | 15 de mayo | 14:00 |
| Duisburgo        | 1 - 5 | Ingolstadt 04    | Schauinsland-Reisen-Arena | 15 de mayo | 14:00 |
| Unterhaching     | 0 - 1 | Hansa Rostock    | Alpenbauer Sportpark      | 15 de mayo | 14:00 |
| Viktoria Colonia | 3 - 3 | Kaiserslautern   | Sportpark Höhenberg       | 15 de mayo | 14:00 |
| Verl             | 0 - 1 | Waldhof Mannheim | Sportclub Arena           | 15 de mayo | 14:00 |
| Hallescher       | 4 - 0 | Wehen Wiesbaden  | Erdgas Sportpark          | 16 de mayo | 13:00 |
| 1860 Múnich      | 2 - 2 | Bayern Múnich II | Grünwalder Stadion        | 16 de mayo | 14:00 |
| Dinamo Dresde    | 4 - 0 | Türkgücü Múnich  | Rudolf-Harbig-Stadion     | 16 de mayo | 14:00 |
| Lübeck           | 1 - 2 | Zwickau          | Sportpark Lohmühle        | 17 de mayo | 19:00 |

| Wehen Wiesbaden  | 0 - 1 | Dinamo Dresde (C) | BRITA-Arena          | 22 de mayo | 13:30 |
| Bayern Múnich II | 0 - 1 | Hallescher        | Grünwalder Stadion   | 22 de mayo | 13:30 |
| Ingolstadt 04    | 3 - 1 | 1860 Múnich       | Audi Sportpark       | 22 de mayo | 13:30 |
| Hansa Rostock    | 1 - 1 | Lübeck            | Ostseestadion        | 22 de mayo | 13:30 |
| Waldhof Mannheim | 1 - 1 | Uerdingen         | Carl-Benz-Stadion    | 22 de mayo | 13:30 |
| Meppen           | 2 - 1 | Duisburgo         | Hänsch-Arena         | 22 de mayo | 13:30 |
| Kaiserslautern   | 1 - 1 | Verl              | Fritz-Walter-Stadion | 22 de mayo | 13:30 |
| Magdeburgo       | 1 - 1 | Unterhaching      | MDCC-Arena           | 22 de mayo | 13:30 |
| Zwickau          | 2 - 0 | Saarbrücken       | GGZ-Arena            | 22 de mayo | 13:30 |
| Türkgücü Múnich  | 1 - 1 | Viktoria Colonia  | Olímpico de Múnich   | 22 de mayo | 13:30 |

### Campeón
|                                                      |
|                                                      |
| Dinamo Dresde 2.° título Asciende a la 2. Bundesliga |
| También asciende Hansa Rostock como subcampeón.      |

## Play-off de ascenso
Los horarios corresponden al huso horario de Alemania (Hora central europea): UTC+2 en horario de verano.
- Ingolstadt 04 ganó en el resultado global con un marcador de 4−3, por tanto logró el ascenso a la 2. Bundesliga para la siguiente temporada.

## Estadísticas
| Jugador            | Equipo             | Goles | Partidos | Media | Penalti |
| ------------------ | ------------------ | ----- | -------- | ----- | ------- |
| Sascha Mölders     | TSV 1860 Múnich    | 22    | 37       | 0.59  | 1       |
| Terrence Boyd      | Hallescher FC      | 18    | 35       | 0.51  | 3       |
| Aygün Yildirim     | SC Verl            | 14    | 30       | 0.46  | 0       |
| Nicklas Shipnoski  | FC Saarbrücken     | 14    | 33       | 0.42  | 3       |
| Zlatko Janjić      | SC Verl            | 14    | 33       | 0.42  | 4       |
| Petar Slišković    | Türkgücü Múnich    | 13    | 29       | 0.45  | 0       |
| Dominik Martinović | Waldhof Mannheim   | 13    | 37       | 0.35  | 2       |
| Stefan Kutschke    | FC Ingolstadt 04   | 13    | 33       | 0.39  | 6       |
| Maurice Malone     | SV Wehen Wiesbaden | 12    | 35       | 0.34  | 0       |
| Christoph Daferner | Dinamo Dresde      | 12    | 37       | 0.32  | 1       |

| Jugador            | Equipo             | Asistencias | Partidos | Promedio |
| ------------------ | ------------------ | ----------- | -------- | -------- |
| Markus Schwabl     | SpVgg Unterhaching | 12          | 36       | 0.33     |
| Sercan Sararer     | Türkgücü Múnich    | 11          | 29       | 0.38     |
| Kasim Rabihic      | SC Verl            | 10          | 26       | 0.38     |
| Philipp Hosiner    | Dinamo Dresde      | 9           | 34       | 0.26     |
| Tobias Jänicke     | FC Saarbrücken     | 9           | 37       | 0.24     |
| Arianit Ferati     | Waldhof Mannheim   | 8           | 25       | 0.32     |
| Moritz Stoppelkamp | MSV Duisburgo      | 8           | 32       | 0.25     |
| Maurice Malone     | SV Wehen Wiesbaden | 8           | 35       | 0.23     |
| Morris Schröter    | FSV Zwickau        | 8           | 36       | 0.22     |
| Barış-Fahri Atik   | 1. FC Magdeburgo   | 7           | 15       | 0.47     |

| Jugador          | Equipo              | Amonestaciones | Partidos |
| ---------------- | ------------------- | -------------- | -------- |
| Dominik Schmidt  | MSV Duisburgo       | 12             | 26       |
| Wilson Kamavuaka | MSV Duisburgo       | 12             | 26       |
| Aaron Berzel     | Türkgücü Múnich     | 12             | 26       |
| Kai Klefisch     | FC Viktoria Colonia | 12             | 36       |
| Tim Knipping     | Dinamo Dresde       | 10             | 35       |
| David Frick      | FSV Zwickau         | 10             | 36       |

| Jugador                | Equipo             | Expulsiones | Partidos |
| ---------------------- | ------------------ | ----------- | -------- |
| Tim Albutat            | KFC Uerdingen 05   | 2           | 19       |
| Edvinas Girdvainis     | KFC Uerdingen 05   | 2           | 20       |
| Dominik Schmidt        | MSV Duisburgo      | 2           | 26       |
| Florian-Horst Carstens | SV Wehen Wiesbaden | 2           | 29       |